# Torre de Lapela
La torre de Lapela es una torre fortificada situada en Lapela, Portugal, a orillas del río Miño. Su construcción, con una altura cercana a los 35 metros, data del siglo XIV. Tiene forma cuadrangular, con casi 10 metros por lado, y sus paredes miden en su base unos 3 metros de espesor. Tiene una única entrada en el alzado norte, a unos 6 metros del suelo, y un escudo con las armas de Portugal. Actualmente es monumento nacional.